# Brygophis coulangesi
Brygophis coulangesi is een slang uit de familie Pseudoxyrhophiidae.

## Naam en indeling
De wetenschappelijke naam van de soort werd voor het eerst voorgesteld door Charles Domergue in 1988. Oorspronkelijk werd de wetenschappelijke naam Perinetia coulangesi gebruikt, maar de geslachtsnaam Perinetia werd eerder al eerder toegewezen aan een geslacht van vliesvleugeligen.
Brygophis coulangesi werd door Charles Domergue en Roger Bour in 1989 aan het geslacht Brygophis toegewezen en is tegenwoordig de enige vertegenwoordiger van deze monotypische groep. Lange tijd was er slechts een enkel (vrouwelijk) exemplaar bekend, in 1997 werd een tweede exemplaar gevonden. De soortaanduiding coulangesi is een eerbetoon aan de Franse epidemioloog Dr. Pierre Coulanges.

## Uiterlijke kenmerken
De slang bereikt een lichaamslengte tot 120 centimeter. De kop is duidelijk te onderscheiden van het lichaam door de aanwezigheid van een insnoering. De lichaamskleur is bruin met witte vlekken. De ogen hebben een ronde pupil.

## Verspreiding en habitat
De soort komt voor in delen van Afrika en leeft endemisch in noordelijk Madagaskar. De habitat bestaat uit vochtige tropische en subtropische laaglandbossen. De soort is aangetroffen op een hoogte van ongeveer 900 tot 1200 meter boven zeeniveau.

## Beschermingsstatus
Door de internationale natuurbeschermingsorganisatie IUCN is de beschermingsstatus 'kwetsbaar' toegewezen (Vulnerable of VU).